# Chevrolet Sprint
Chevrolet Sprint – samochód osobowy klasy miejskiej produkowany pod amerykańską marką Chevrolet w latach 1984–1994.

## Pierwsza generacja

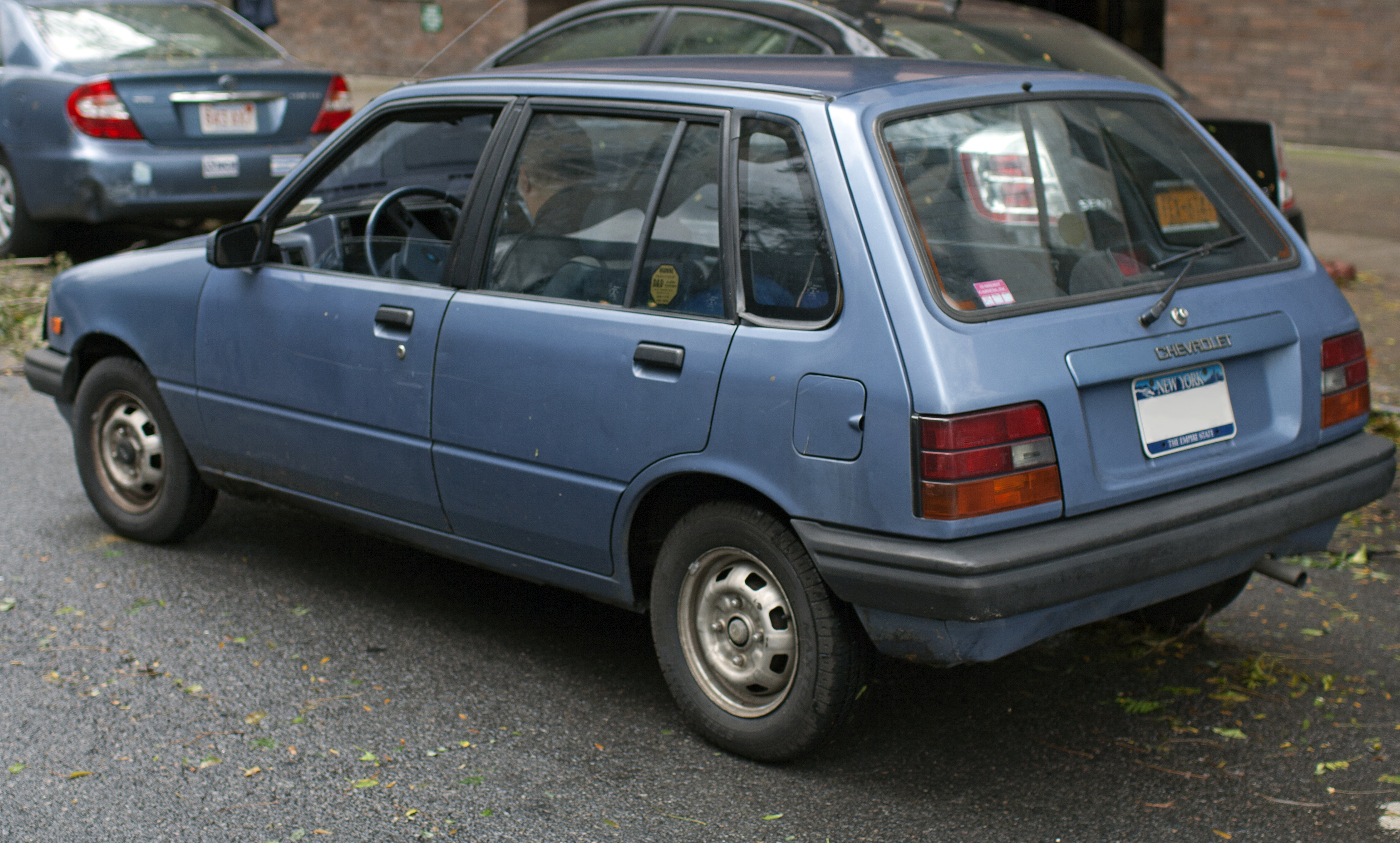
Chevrolet Sprint I – tył

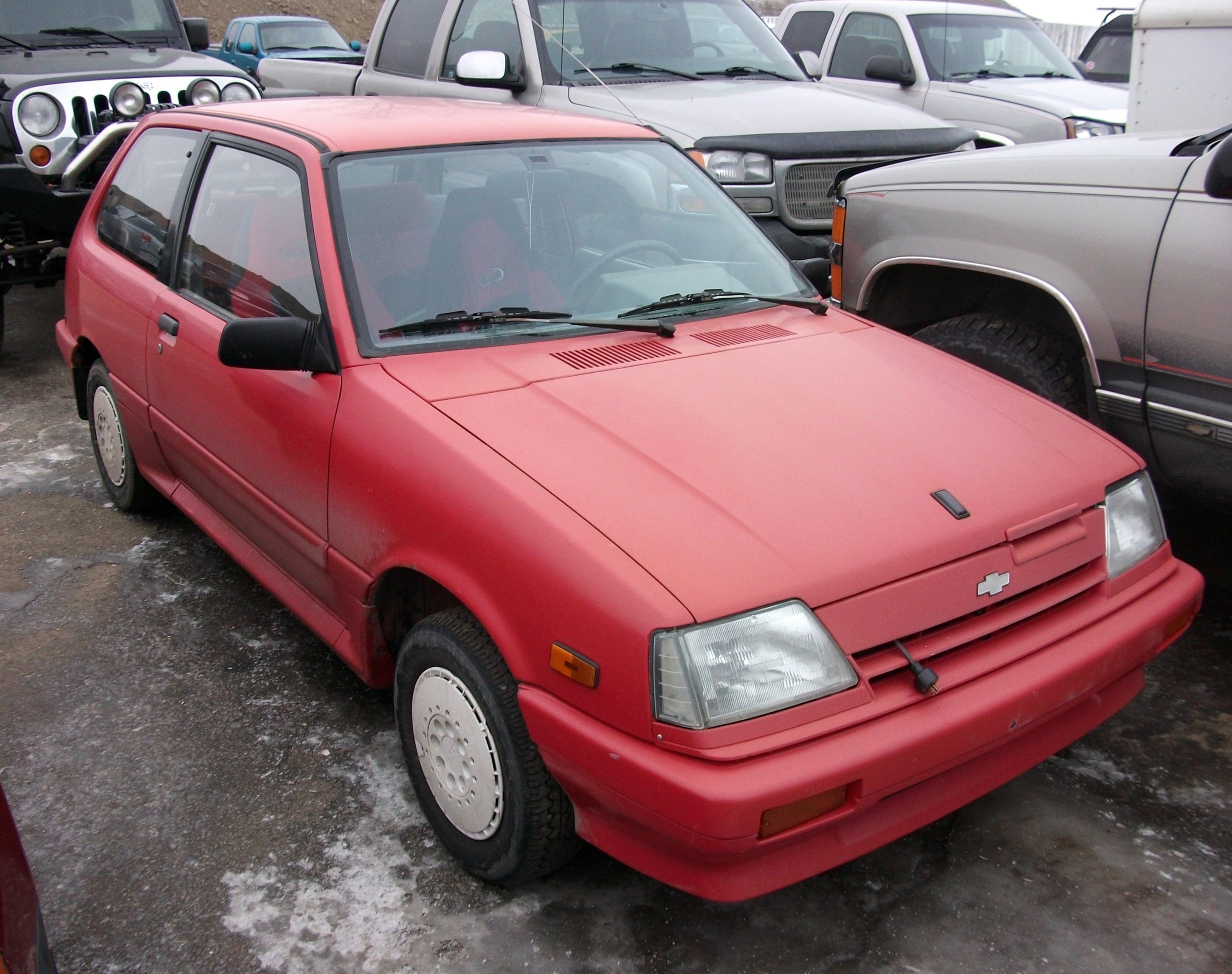
Chevrolet Sprint I po liftingu

Chevrolet Sprint I został zaprezentowany po raz pierwszy w 1984 roku.
W pierwszej połowie lat 80. XX wieku amerykański oddział Chevroleta zdecydował się poszerzyć swoją ofertę o niewielki, miejski model Sprint korzystając ze współpracy z japońskim Suzuki. Mały model powstał jako jego bliźniacza, równolegle oferowana odmiana – najpierw w USA, a od 1985 roku także w sąsiedniej Kanadzie.

### Lifting
Wraz z restylizacją Suzuki Swift, którego północnoamerykańską odmianą było Suzuki Forsa, w 1986 roku zmiany w wyglądzie pasa przedniego objęły także Chevroleta Sprint. Pojawiły się duże reflektory i zmodyfikowana atrapa chłodnicy. Ofertę wzbogacił też sportowy wariant Turbo Sprint.

### Kolumbia
W 1986 roku Chevrolet Sprint trafił do sprzedaży także w Kolumbii, gdzie w lokalnych zakładach w Bogocie samochód powstawał nie jako bliźniacza, lecz lokalna odmiana Suzuki Swift. Pojazd produkowano tam do 2004 roku.

### Silnik
- L3 1.0 G10
- L3 1.0 G10T
- L3 1.0 F10A
- L4 1.3 G13A
- L4 1.3 G13B

## Druga generacja

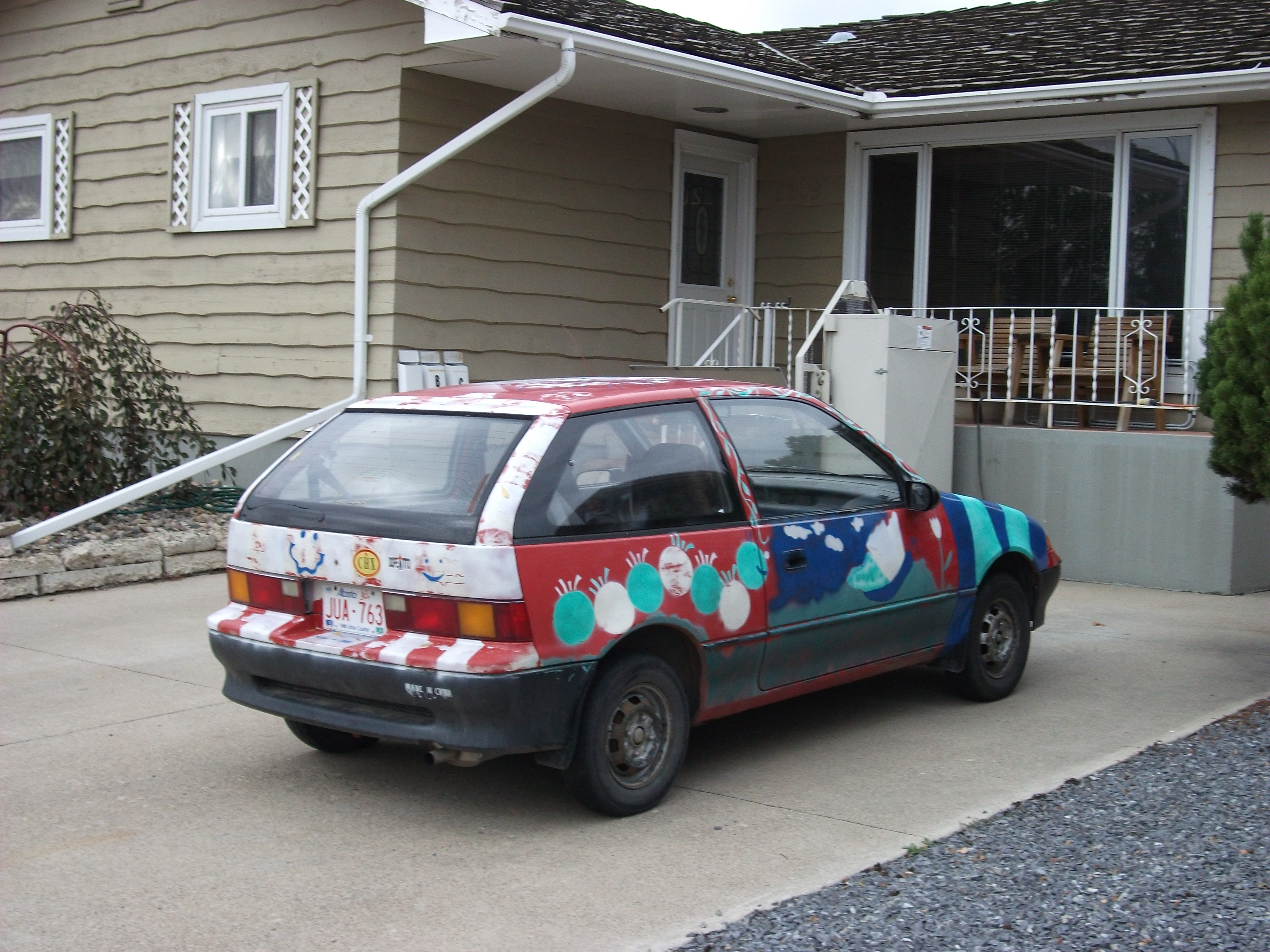
Chevrolet Sprint II – tył

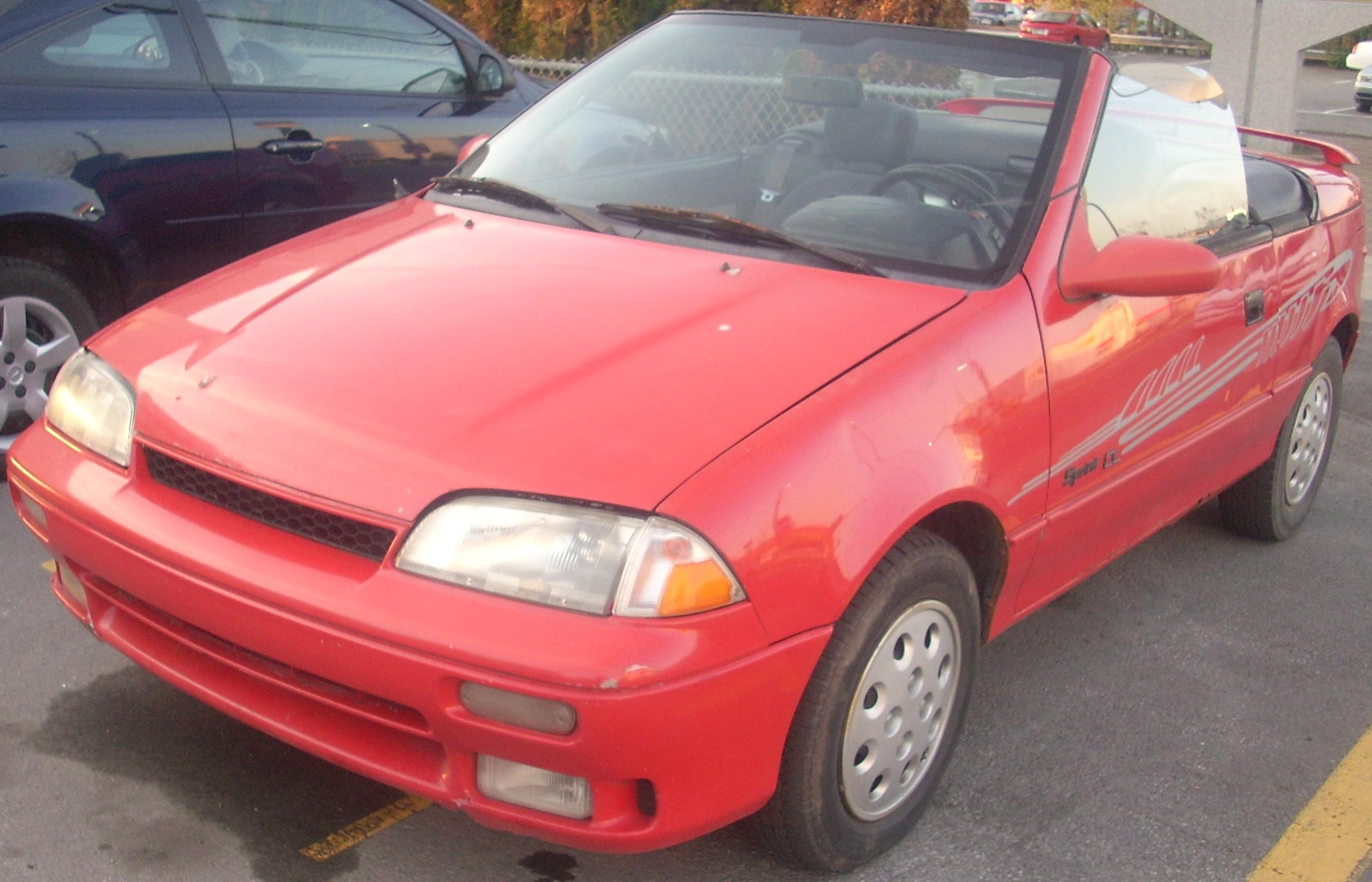
Chevrolet Sprint II po liftingu

Chevrolet Sprint II został zaprezentowany po raz pierwszy w 1989 roku.
Druga generacja Sprint, podobnie jak poprzednik, była bliźniaczą odmianą modelu Suzuki, tym razem oferowanego w Ameryce Północnej podobnie jak na innych rynkach pod nazwą Swift. Z racji wprowadzenia na rynek w Stanach Zjednoczonych nowej marki General Motors o nazwie Geo, Chevrolet Sprint oferowany był tylko w Kanadzie.

### Lifting
W 1991 roku, wzorem pozostałych bliźniaczych modeli, Chevrolet Sprint II przeszedł obszerną modernizację pasa przedniego. Pojawiły się większe, szersze reflektory i zmodyfikowany zderzak. Pod tą postacią model obecny był w sprzedaży do 1994 roku, po czym w 1998 roku Chevrolet powrócił do sprzedawania małego hatchbacka jako Metro.

### Silniki
- L3 1.0 G10
- L3 1.0 G10T
- L3 1.3 G13A
- L4 1.3 G13B
- L4 1.5 G15A
- L4 1.6 G16